# Mercat Municipal d'Amposta
El Mercat Municipal d'Amposta és un edifici d'Amposta inclòs a l'Inventari del Patrimoni Arquitectònic de Catalunya.

## Història
Dissenyat per l'arquitecte Francesc Ubach i Trullàs, sobre un solar on s'ubicava una fàbrica de sabó i uns sequers d'arròs. La construcció d'aquest edifici suposà el trasllat d'ubicació del mercat setmanal que tenia lloc els diumenges a la plaça de l'Església. Fou inaugurat el 2 de febrer de 1947. Els anys 1995 i el 2017 s'hi van dur a terme diverses remodelacions.

## Descripció
És un edifici civil de planta rectangular, amb una superficie de 1.550 m2, format per la gran nau del mercat i dos porxos longitudinals al llarg dels dos murs laterals, i sobre aquests es troben uns grans finestrals coberts per unes magnífics vitralls realitzats amb la tècnica de l'emplomat, obra de Bronson Shaw, amb motius paisatgístics del Delta de l'Ebre.

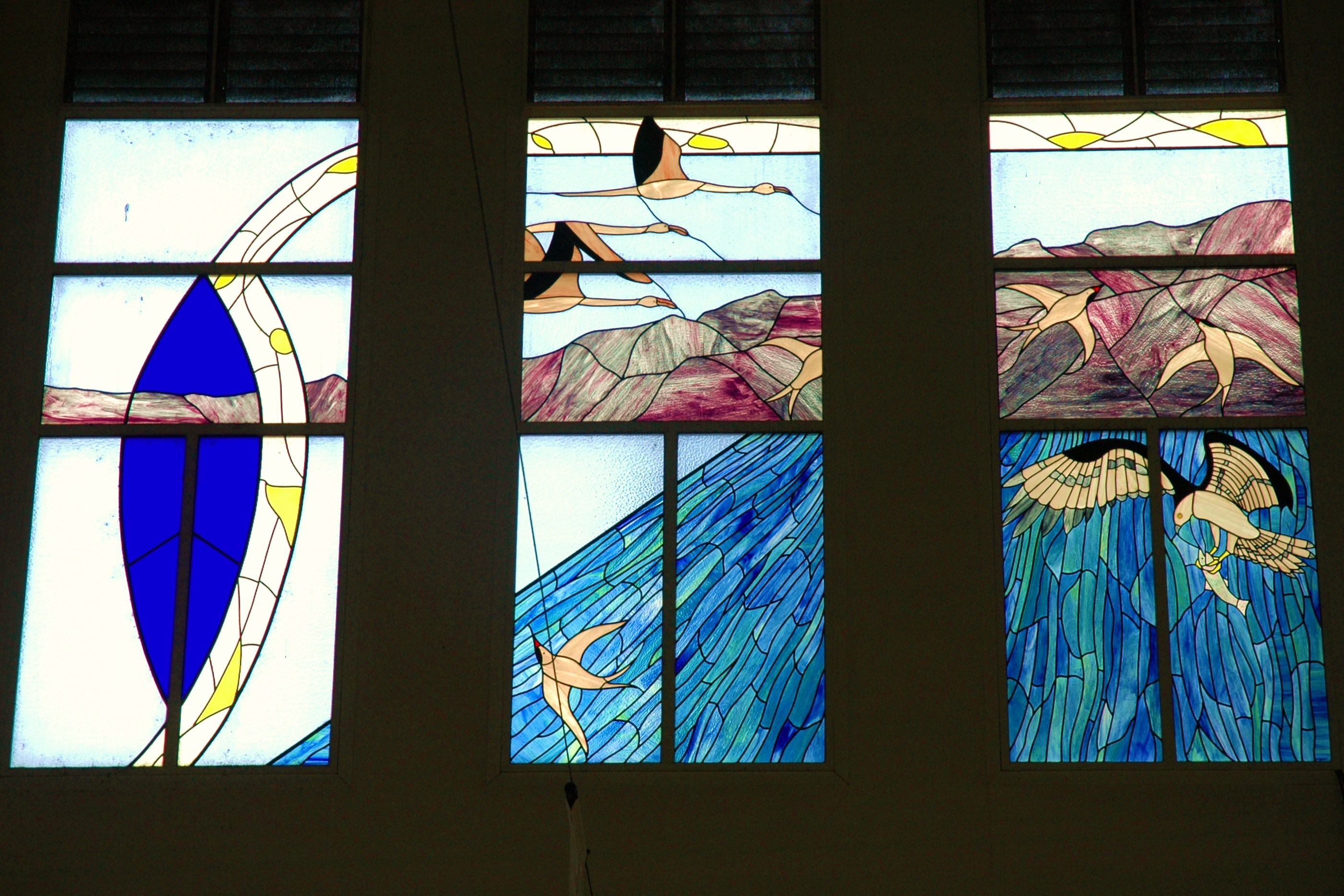
Mostra dels vitralls amb motius paisatgístics del delta de l'Ebre.

Ocupa tota una illa. Té uns 20 metres d'alçada (els cossos laterals són de 3,5 m i 7 m), amb teulada a dues aigües (els laterals tenen teulades inclinades esglaonades en dos nivells). En alçada es divideix en dos i tres registres: dos per als murs laterals, que tenen al primer registre els cossos longitudinals, i al segon un seguit de finestrals rectangulars. A la façana principal i la posterior hi ha una porta (la de la principal amb escala d'accés, d'arc de mig punt coronat per una cornisa volada) i dos grans finestrals al primer registre. El segon registre presenta un seguit de finestres i el tercer una mitja rosassa i el coronament dels dos vessants de la teulada fetes de línies corbes esglaonades.
Les dues entrades connecten amb la gran nau per una espècie de vestíbul amb una tribuna superior. Dins la nau hi ha sis estances rectangulars a cada mur lateral. El sostre està fet d'un entramat de bigues.